# 鄧超
鄧超（ダン・チャオ、ドン・チャオ、1979年2月8日 - ）は、中国江西省南昌市出身の俳優。中央戯劇学院卒。身長180cm。

## 来歴
2000年に『黄沙下面是沃土』でテレビドラマへの出演を開始し、同時に演劇でも活躍する。2006年の映画『戦場のレクイエム』で百花奨最優秀助演男優賞を受賞。2015年の映画『烈日灼心』では上海国際映画祭最優秀男優賞と金鶏奨最優秀主演男優賞を受賞した。2016年には、主演映画である『人魚姫』が中国語映画の売り上げ記録を塗り替える大ヒットとなった。妻は女優の孫儷（スン・リー）。

## 主な出演作品

### 映画
- 2003年 「金剪刀」「当愛情失去記憶」
- 2006年 『戦場のレクイエム』
- 2007年 「李米的猜想」
- 2008年 『お似合いカップル』　※2009東京・中国映画週間で上映
- 2009年 『建国大業』
- 2010年 『王朝の陰謀 判事ディーと人体発火怪奇事件』
- 2011年 『赤い星の生まれ』　※2011東京・中国映画週間で上映
- 2011年 『チャイニーズ・フェアリー・ストーリー』
- 2012年 『ドラゴン・フォー 秘密の特殊捜査官/隠密』
- 2013年 『アメリカン・ドリーム・イン・チャイナ』　※2013東京／沖縄・中国映画週間で上映
- 2013年 『ドラゴン・フォー2 秘密の特殊捜査官/陰謀』
- 2014年 『ドラゴン・フォー3 秘密の特殊捜査官/最後の戦い』
- 2015年 「烈日灼心」
- 2016年 『人魚姫』
- 2016年 『君のいる世界から僕は歩き出す』　※2017東京／沖縄・中国映画週間で上映
- 2017年 『乗風破浪〜あの頃のあなたを今想う』
- 2018年 『SHADOW/影武者』 第75回ヴェネツィア国際映画祭非コンペティション部門出品
- 2020年 『バトル・オブ・ザ・リバー 金剛川決戦』

### テレビドラマ
- 2005年 『天下第一』
- 2009年 『倚天屠龍記』

## 監督作品

### 映画
- 2014年 『失恋の達人〜上手に愛を手放す方法』（兼主演）　※2014東京・中国映画週間で上映
- 2015年 「zh:恶棍天使」（兼主演）
- 2019年 『銀河学習塾』（兼主演）　※2019東京・中国映画週間で上映
- 2020年 『愛しの故郷（ふるさと）』（兼主演）オムニバス映画
- 2023年 『中国卓球〜窮地からの反撃〜』（兼主演）　※2023東京・中国映画週間で上映